# Президиум на АСНОМ
Президиумът на АСНОМ е ръководен орган на АСНОМ, който извършва законодателната и изпълнителната власт в Демократична Федерална Македония от август 1944 до април 1945 година. Формално Президиумът на АСНОМ има тези правомощия в периодите между пленарните заседания на АСНОМ.
Президиумът е избран на Първото заседание на АСНОМ на 2 август 1944 г. и съществува до третото Заседание на АСНОМ от април 1945 г., когато се преструктурира на Президиум на Народното събрание на Македония. Пръв председател на Предизидиума на АСНОМ е Методи Андонов-Ченто.

## Първи президиум на АСНОМ
В състава на първия Президиум на АСНОМ, избран на Първото заседание на АСНОМ, влизат следните делегати на АСНОМ:
- Методи Андонов-Ченто (председател)
- Панко Брашнаров (пръв подпредседател)
- Емануил Чучков (втори подпредседател)
- Люпчо Арсов (секретар)
- Владимир Полежиноски (секретар)

## Втори президиум на АСНОМ
На 30 декември 1944 година по време на Второто заседание на АСНОМ е избран Президиум в следния състав:
- Методи Андонов-Ченто (председател)
- Лазар Колишевски (подпредседател)
- Борис Спиров (секретар)
- Епоминонда Попандонов (секретар)
- Кирил Петрушев
- Страхил Гигов
- Кирил Мильовски
- Никола Минчев
- Петре Пирузе
- Мире Анастасов
- Богоя Фотев
- Ацо Петровски
- Стерьо Боздов
- Георги Василев
- Киро Глигоров
- Димче Миревски
- Александър Петровски
- Димитър Влахов
- Панко Брашнаров
- Павел Шатев
- Александър Мартулков
- Кръсте Гермов
- Мара Нацева
- Цветко Узуновски
- Хасан Шукри
- Йован Гелев
- Вукашин Попадич
- Милош Яковлевич
- Димитър Несторов
- Младен Георгиев
- Кемал Сейфула
- Веселинка Малинска

## Трети президиум на АСНОМ
На 15 април 1945 г. е Президиумът на АСНОМ подава оставка и на следващия ден на негово място са избрани членове на Президиума на Народното събрание на Македония в следния състав:
- Методи Андонов-Ченто (председател)
- Димитър Несторов (подпредседател)
- Борис Спиров (секретар)
- Епоминонда Попандонов
- Димитър Влахов
- Панко Брашнаров
- Цветко Узуновски
- Милош Яковлевич
- Мара Нацева
- Панче Неделковски
- Ацо Петровски
- Акиф Леши
- Стерио Боздов

На 16 април 1945 година Президиума на АСНОМ избира Правителство на Народна република Македония в следния състав:
- Лазар Колишевски – Председател
- Люпчо Арсов – заместник-председател и министър на финансите
- Абдураим Мехмед – Втори заместник-председател
- Кирил Петрушев – министър на вътрешните работи
- Никола Минчев – министър на просветата
- Павел Шатев – министър на правосъдието
- Страхил Гигов – министър на индустрията и рударството
- Тодор Ношпал – министър на търговията и снабдяването
- Богоя Фотев – министър на земеделието и горите
- Вукашин Попадич – министър на народното здраве
- Неджат Аголи – министър на социалната политика
- Георги Василев – министър на строежите